# 1,2-Diaminopropan
1,2-Diaminopropan (1,2-propandiamin) je diamin, koji je u širokoj upotrebi kao bidentatni ligand u koordinacionoj hemiji. On je najjednostavniji hiralni diamin. 1,2-Diaminopropan je bezbojna tečnost na sobnoj temperaturi.

## Priprema
Ovo jedinjenje se industrijski sintetiše putem amonolize 1,2-dihloropropana: Ovaj postupak omogućava upotrebu otpadnih hloro-organskih jedinjenja za formiranje korisnih amina koristeći amonijak:
Racemska smeša ovog hiralnog jedinjenja se može razdvojiti u enantiomere putem konverzije u dijastereoizomernu amonijum so tartarne kiseline. Nakon prečišćavanja dijastereoizomera, diamin se može regenerisati tretiranjem amonijum soli sa natrijum hidroksidom. Alternativni reagensi za hiralnu rezoluciju obuhvataju N-p-toluensulfonilaspartinsku kiselinu, N-benzensulfonilaspartinsku kiselinu, ili N-benzoilglutaminsku kiselinu.

## Upotreba
1,2-Diaminopropan se može konvertovati u N,N′-disaliciliden-1,2-propandiamin, korisni ligand salenskog tipa. To se može ostvariti putem reakcije kondenzacije diamina sa salicilaldehidom: